# Australian Transaction Reports and Analysis Centre
L'Australian Transaction Reports and Analysis Center (AUSTRAC) est une agence de renseignement financier du gouvernement australien chargée de surveiller les transactions financières afin d'identifier le blanchiment d'argent, le crime organisé, l'évasion fiscale, la fraude sociale et le financement du terrorisme. L'AUSTRAC a été créé en 1989 en vertu du Financial Transaction Reports Act 1988.  Il met en œuvre en Australie les recommandations du Groupe d'action financière sur le blanchiment de capitaux (GAFI), auquel l'Australie a adhéré en 1990.

## Sources
1. ↑  Gregory Plesse, « Lutte anti-blanchiment : la deuxième banque australienne épinglée », sur www.lesechos.fr, 20 novembre 2019 (consulté le 7 avril 2023)